# Partido de Lobería
Lobería es uno de los 135 partidos de la provincia de Buenos Aires, Argentina. Se encuentra en el sur de la provincia, sobre el mar Argentino. Su cabecera es la ciudad de Lobería y forma parte de la Quinta Sección Electoral de la Provincia de Buenos Aires.

## Historia
Sus orígenes se remontan a la época de las campañas al Desierto, pues ya en 1839, por orden del gobierno de la Provincia de Buenos Aires, el coronel Narciso del Valle creó el inmenso partido de la Lobería Grande.
Su ciudad se encuentra entre las primeras en establecerse en este sector de la provincia. El 9 de septiembre de 1867 se creó la Primera Comisión Municipal y, el 31 de enero de 1891, se fundó el pueblo cabecera del partido, que llevó su mismo nombre. En 1979 la dictadura militar separó al puerto y ciudad de Quequén y al cercano balneario Costa Bonita de la jurisdicción política de Lobería y los anexó al lindero Partido de Necochea.
La ciudad de Lobería, cabecera del partido, está situada en la parte central del mismo; en ella su actividad comercial se desarrolla especialmente alrededor de todo lo relativo a la agricultura, con plantas de acopios de cereales y oleaginosas, fábricas de aceites de soja y girasol, fábrica de alimentos balanceados para  ganado vacuno, porcino y aves, panificadoras, fábricas de implementos agrícolas, fábrica de elementos pretensados para la construcción, talleres para construcción de elementos utilizados en plantas de acopios, talleres de preparación de motores y autos de competición regional y nacional, haras de animales equinos para servicios de procreación y exposición, cabañas de  vacunos de renombre nacional...El Bonete...quintas de producción de verduras, criadero de pollos para consumo, granja avícola para ponedoras, etc. y muchas otras de distintos tipos como kioscos y carnicerías. Su infraestructura y equipamiento están dirigidos esencialmente hacia la población local, contando esta próspera ciudad, para la recreación de quienes allí viven y quienes la visitan, con un campo municipal de deportes con canchas de básquet, voleibol, pileta de natación, fogones y zonas de esparcimiento. A todo esto se suman diversos clubes que cuentan entre sus instalaciones con canchas de fútbol, tenis, piletas de natación, autódromos para categorías zonales, pádel, entre otros.

### Toponimia
El nombre de la ciudad se debe a la carta que el español Juan de Garay envió al rey de España en 1582, transmitiéndole su asombro por la existencia de grandes manadas de lobos marinos en la región del actual cabo Corrientes, allí se determinó crear la zona de la Lobería.

## Intendentes del municipio desde 1987
| Intendente           | Mandato                                           | Partido |
| Juan José Fioramonti | 10 de diciembre de 1983 - 10 de diciembre de 1987 | UCR     |
| Juan José Fioramonti | 10 de diciembre de 1987 - 10 de diciembre de 1991 | UCR     |
| Juan José Fioramonti | 10 de diciembre de 1991 - 10 de diciembre de 1995 | UCR     |
| Ricardo Javier Jano  | 10 de diciembre de 1995 - 10 de diciembre de 1999 | UCR     |
| Ricardo Javier Jano  | 10 de diciembre de 1999 - 10 de diciembre de 2003 | UCR     |
| Hugo César Rodríguez | 10 de diciembre de 2003 - 10 de diciembre de 2007 | PJ      |
| Hugo César Rodríguez | 10 de diciembre de 2007 - 10 de diciembre de 2011 | PJ      |
| Hugo César Rodríguez | 10 de diciembre de 2011 - 20 de octubre de 2013   | PJ      |
| Diana Argüello       | 20 de octubre de 2013 - 10 de diciembre de 2015   | PJ      |
| Juan José Fioramonti | 10 de diciembre de 2015 - 10 de diciembre de 2019 | UCR     |
| Juan José Fioramonti | 10 de diciembre de 2019 - 10 de diciembre de 2023 | UCR     |
| Pablo Javier Barrena | 10 de diciembre de 2023 - al presente             | UCR     |

## Datos geográficos

### Ubicación
Se encuentra en el partido de Lobería, formando parte de la rica zona del sureste de la Provincia de Buenos Aires denominada "Mar y Sierras". Limita al norte con el partido de Tandil; al este con el Partido de Balcarce y el Partido de General Alvarado, con el "Arroyo La Nutria Mansa" en el límite con este último; al oeste, el río Quequén  -de gran belleza por sus sectores de aguas mansas y otros turbulentos por los saltos y cascadas- lo separa naturalmente en casi todo su recorrido, con el partido de Necochea; finalmente hacia el sur limita con el Mar Argentino del Océano Atlántico, contando con 37 km de costa atlántica que ofrece magníficas playas de amplitud y extensión extraordinaria, destacándose el Balneario Arenas Verdes. 
El partido presenta diversas zonas de gran belleza para complacer a quienes admiran la naturaleza. La mayor parte es una extensa llanura muy fértil, que se ve recortada por grandes montes de eucaliptos; hacia el norte se pueden observar pequeñas elevaciones que marcan un porte orográfico en esta llanura, son las pintorescas sierras del cordón deTandilia, con una antigüedad que se remonta hasta el Terciario. 

### Superficie
La superficie del Partido de Lobería es de 4.755 km².

### Clima
El clima es templado húmedo, con influencia oceánica.
- Temperatura promedio:
  - Verano: 21 °C
  - Invierno: 8 °C

Las lluvias anuales son en promedio de 913,8 mm (los valores descienden a medida que se aleja del mar). Predominan los vientos del norte, del este y del sur.

### Ambientes
- Suelos: delgados y rocosos, abundantes en materia orgánica y con buena disposición para las actividades agropecuarias.
- Relieve: atravesado en la zona norte por el Sistema de Tandilia. En el Sur se desarrolla la llanura interpuesta, prolongándose hacia los partidos vecinos.
- Hidrografía: la orografía existente en el lugar es generadora de dos cuencas, encontrándose casi la totalidad del partido en la del sur. Por su parte, los arroyos se agrupan en dos subcuencas: los afluentes del río Quequén Grande y los que van a desembocar directamente al mar. El distrito es cruzado por diferentes cursos de agua, encontrando diferentes arroyos en su recorrido.

### Flora
Como principal exponente del lugar se encuentra el curro, una mata que impedía la cría de animales y también el cultivo de los campos por ser achatada y espinosa, pero de a poco se fue extinguiendo. Sobre los márgenes de los arroyos crecían antiguamente los sauces colorados. Hoy en día se han reemplazado por cultivos.

### Fauna
Predominan especies propias de la estepa herbácea, como liebre, vizcacha, peludos, mulitas y gran variedad de aves y pájaros que anidan en los montes, arroyos y lagunas.

## Demografía
Según los resultados definitivos del censo de 2022 la población del partido alcanza los 18.243 habitantes.
Según el censo 2010, la distribución espacial urbana es un 77.7% y la rural un 22.3%. 
En cuanto a la escolarización, según datos del censo 2010, se observan altos índices de escolarización completa (55%) en la población. Las tasas más altas de escolarización se encuentran en el nivel universitario, observándose una disminución considerable en el nivel alto.

## Localidades del partido
Población según censo 2001.
- Lobería, cabecera 12.199 hab.
- San Manuel 1.120 hab.
- Tamangueyú 409 hab.
- Licenciado Matienzo 87 hab.
- Pieres 35 hab.
- Arenas Verdes 20 hab.

Parajes:
- Dos Naciones
- El Lenguaraz
- El Moro
- Las Nutrias
- Las Toscas

### Municipalidad de Lobería
Construida el 6 de enero de 1905, es una verdadera joya arquitectónica con reminiscencias del castillo medieval. Hoy es motivo de admiración para el viajero y orgullo de la población. El palacio municipal se halla ubicado en la plaza Mitre, entre las avenidas San Martín y Sarmiento, y las calles Alem e Italia. Fue construido por los ingenieros Ochoa y Tomas, desarrollado en dos cuerpos coronados por una balaustrada, rematado por un ático y flanqueado por torrecillas.
En su planta baja se encuentran las oficinas del poder ejecutivo, tesorería, oficina de audiencias y la oficina de servicios públicos. En su planta alta funciona actualmente el Concejo Deliberante, donde se realizan las sesiones de los ediles. Al frente, sobre un inmenso y colorido parque, se encuentran las estatuas de dos lobos marinos construidas en el año 1974, el monumento al Gral. San Martín y, a los lados, el monumento a Sarmiento y a Bernardino Rivadavia.